# Динар Республики Сербской
Динар Республики Сербской (серб. Динар Републике Српске) — денежная единица Республики Сербской в 1992—1994 годах.

## История
Динар был введён в 1992 году и находился в обращении параллельно с югославским динаром в соотношении 1:1.
Банкноты Народного банка Республики Сербской Боснии и Герцеговины образца 1992 года были выпущены номиналом в 10, 50, 100, 500, 1000, 5000, 10 000 динаров. Затем были выпущены банкноты с аналогичным оформлением образца 1993 года в 50 000, 100 000, 1 миллион, 5 миллионов, 10 миллионов динаров. В 1993 году были выпущены купюры в 50 динаров образца 1992 года с номиналом, изменённым на 50 миллионов динаров путём нанесения надпечатки «МИЛИОНА ДИНАРА».
12 августа 1992 года было изменено название банка, который стал называться Народный банк Республики Сербской. Банкноты с новым названием банка были выпущены в 1993 году с сохранением дизайна банкнот предыдущих выпусков. Номиналы банкнот образца 1993 года с новым названием банка: 100 миллионов, 1 миллиард, 10 миллиардов динаров.
1 октября 1993 года была проведена деноминация динара 1 000 000:1, одновременно с деноминацией югославского динара. Начат выпуск банкнот новой серии образца 1993 года. На всех банкнотах этого выпуска был изображён портрет Петара Кочича. Выпущены банкноты в 5000, 50 000, 100 000, 1 миллион, 5 миллионов, 100 миллионов, 500 миллионов, 10 миллиардов, 50 миллиардов динаров.
24 января 1994 года в Югославии введён «новый динар», курс которого был прикреплён к немецкой марке. «Протоколом о единстве денежного обращения Союзной Республики Югославия, Республики Сербской и Республики Сербская Краина» от 15 февраля 1994 года устанавливалось, что новый динар является их единой денежной единицей. Выпуск динара Республики Сербской был прекращён.
В 1998 году в соответствии с Дейтонским соглашениям в Республике Сербской введена в обращение боснийская конвертируемая марка.